# カラスコ国際空港
カラスコ国際空港（スペイン語: Aeropuerto Internacional de Carrasco）は、ウルグアイ東方共和国の首都、モンテビデオにある国際空港。ウルグアイ最大の空港である。公式名称はセサレオ・ベリーソ将軍カラスコ国際空港（Aeropuerto Internacional de Carrasco General Cesareo L. Berisso）。
2009年に完成したターミナルはラファエル・ヴィニオリ設計である。乗り入れる航空会社は全て外国企業である。

## ギャラリー

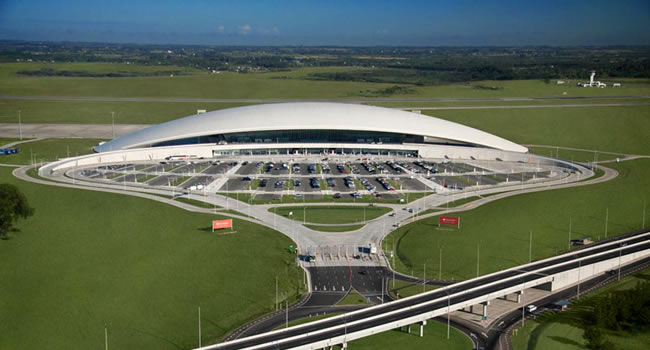
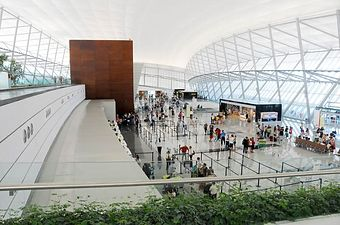
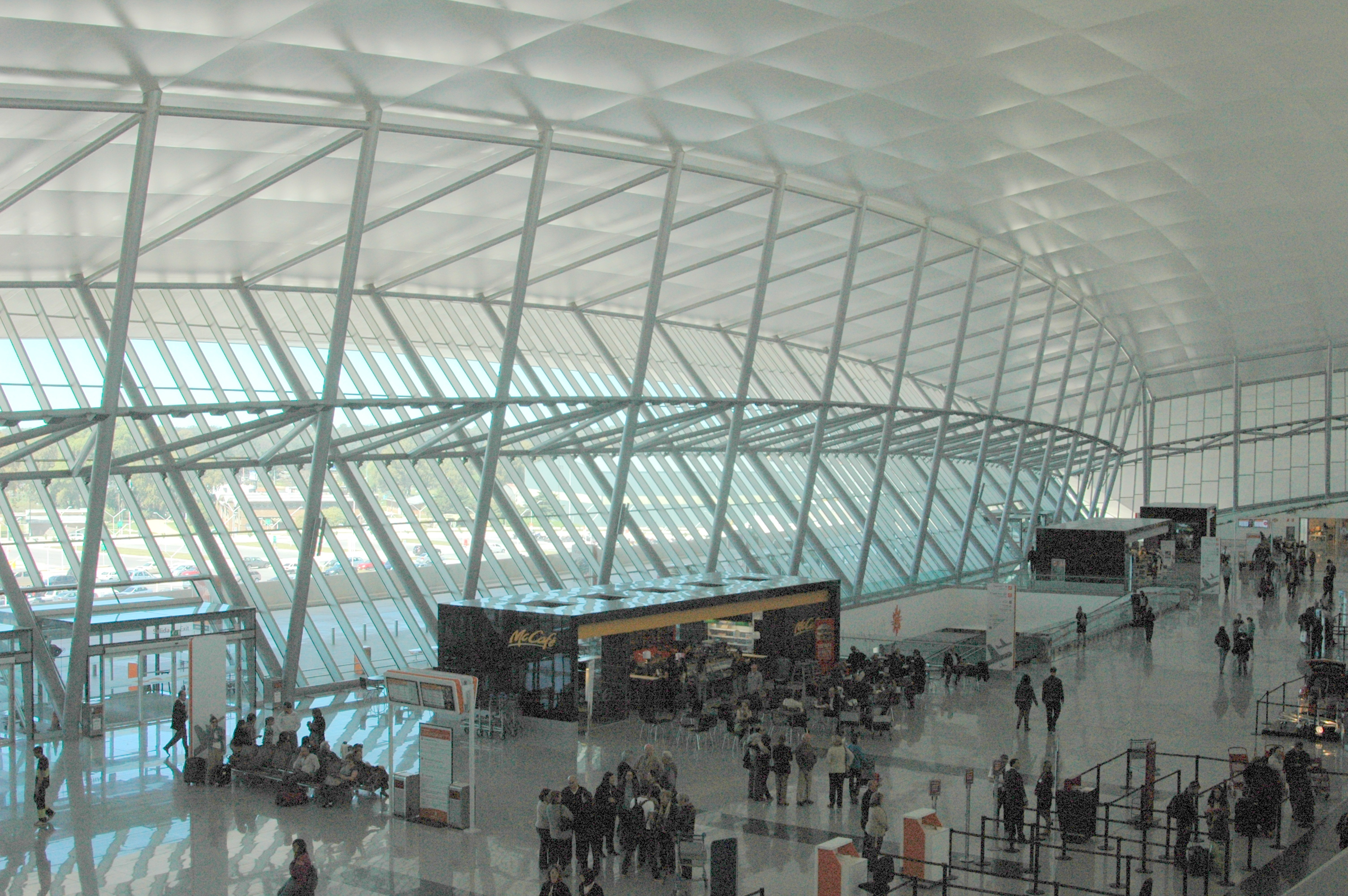
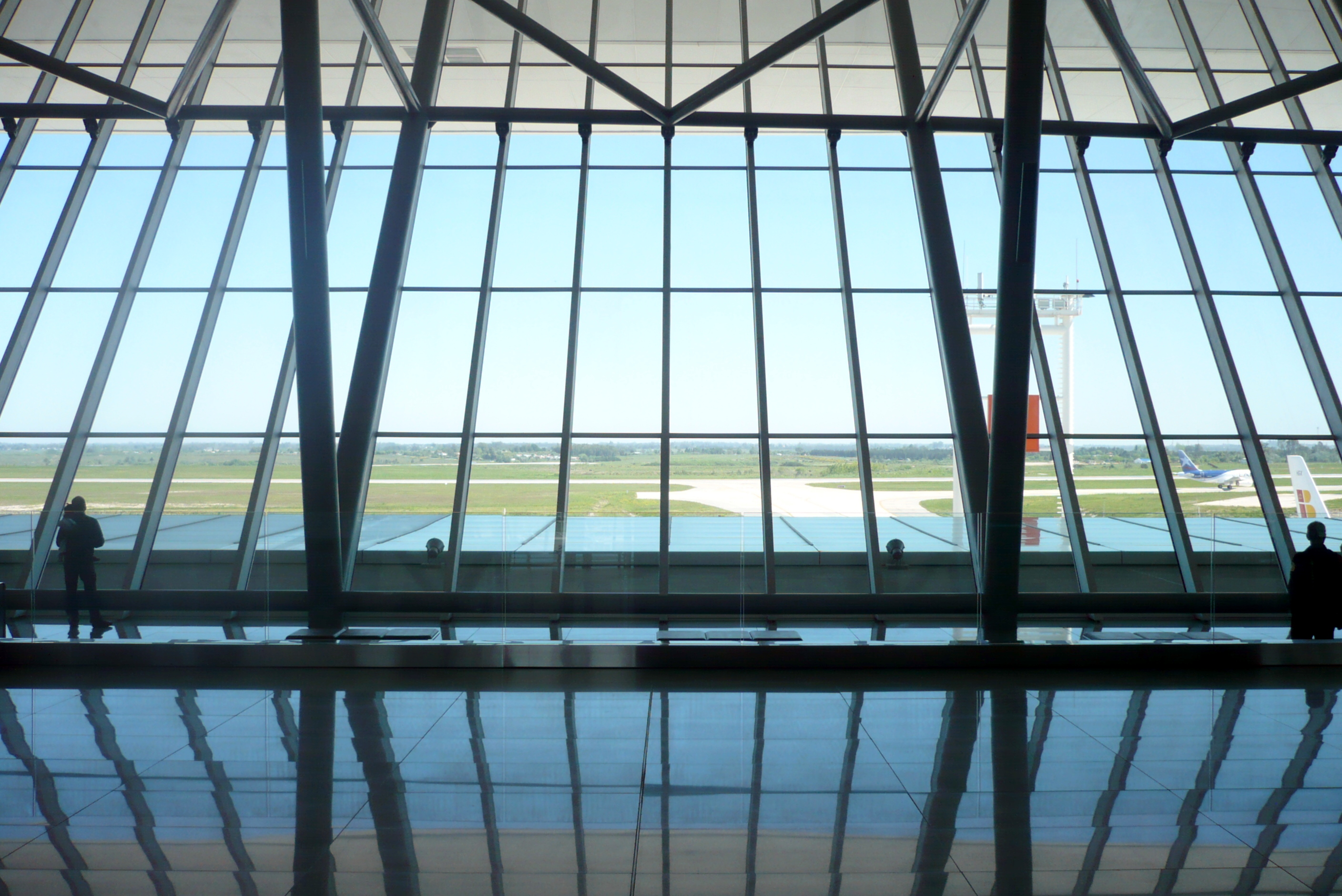

## 就航路線
| 航空会社             | 就航地                        |
| -------------------- | ----------------------------- |
| アルゼンチン航空     | ブエノスアイレス/ニューベリー |
| ゴル航空             | サンパウロ                    |
| LATAM ブラジル       | サンパウロ                    |
| アズールブラジル航空 | ポルト・アレグレ              |
| LATAM チリ           | サンティアゴ                  |
| ジェットスマート航空 | サンティアゴ                  |
| アビアンカ航空       | ボゴタ                        |
| LATAM ペルー         | リマ                          |
| パラン航空           | アスンシオン                  |
| コパ航空             | パナマ                        |
| アメリカン航空       | マイアミ                      |
| イベリア航空         | マドリッド                    |
| エアヨーロッパ       | マドリッド                    |

### 貨物
| 航空会社             | 就航地         |
| -------------------- | -------------- |
| エールフランス       | パリ           |
| ルフトハンザ・カーゴ | フランクフルト |
| マーティンエアー     | アムステルダム |